# Leviatan
Leviatan (לִוְיָתָן, tudi Leviathan, »obrnjen, zavit«, standardna hebrejščina Livyatan, tiberijska hebrejščina Liwyāṯān) je biblična morska pošast, ki se pojavi v Stari zavezi (Ps 74,13-14, Jb 41, Iz 27,1).
Beseda leviatan je postala sinonim za raznolike velike vodne pošasti ali pojave. V romanu Moby-Dick se nanaša na velike kite, v sodobni hebrejščini pa je preprosto izraz za kita. 

## Druga pojavljanja besede
- Besedo je Thomas Hobbes uporabljal kot metaforo za državo v knjigi "Leviathan" izdani leta 1651.
- Leviathan je naslov albuma rock skupine Mastodon, ki je izšel leta 2004.
- Pogosto se pojavlja tudi v literaturi; Leviatan je naslov romanov različnih avtorjev: Julien Green, John Birmingham, Paul Auster, itd.
- Levitan je tudi naslov romana slovenskega avtorja Vitomila Zupana
- Leviatan je ime več glasbenih skupin, naslov različnih filmov, pesmi, vzdevek ljudi, ime ladij itd.